# Chaise-Dieu-du-Theil
Chaise-Dieu-du-Theil è un comune francese di 247 abitanti situato nel dipartimento dell'Eure nella regione della Normandia.

## Società

### Evoluzione demografica
Abitanti censiti